# Чугун II
Чугу́н-2 (Чугун II) — станция Юго-Восточной железной дороги. Расположена на линии Грязи — Елец.
Станция находится в северо-западном направлении от посёлка Новая Жизнь. Была построена для металлургического завода в XX веке.
Чугун-2 — товарная станция (однако имеется короткая пассажирская платформа).
В перспективе планируется модернизировать станцию. В связи с увеличением погрузки ОАО «Новолипецкий металлургический комбинат» и ОАО «Стагдок» планируется построить на Чугуне-2 новое депо и удлинить девять приёмоотправочных путей. Кроме того, будет проложен третий главный путь до станции Чугун-1 .